# Trichemeopedus
Trichemeopedus is een kevergeslacht uit de familie van de boktorren (Cerambycidae). De wetenschappelijke naam van het geslacht werd voor het eerst geldig gepubliceerd in 1975 door Breuning.

## Soorten
Trichemeopedus omvat de volgende soorten:
- Trichemeopedus calosus Holzschuh, 2003
- Trichemeopedus holzschuhi Breuning, 1975